# Cyligramma latona
Cyligramma latona är en fjärilsart som beskrevs av Pieter Cramer 1779. Cyligramma latona ingår i släktet Cyligramma och familjen nattflyn. Inga underarter finns listade i Catalogue of Life.

## Bildgalleri

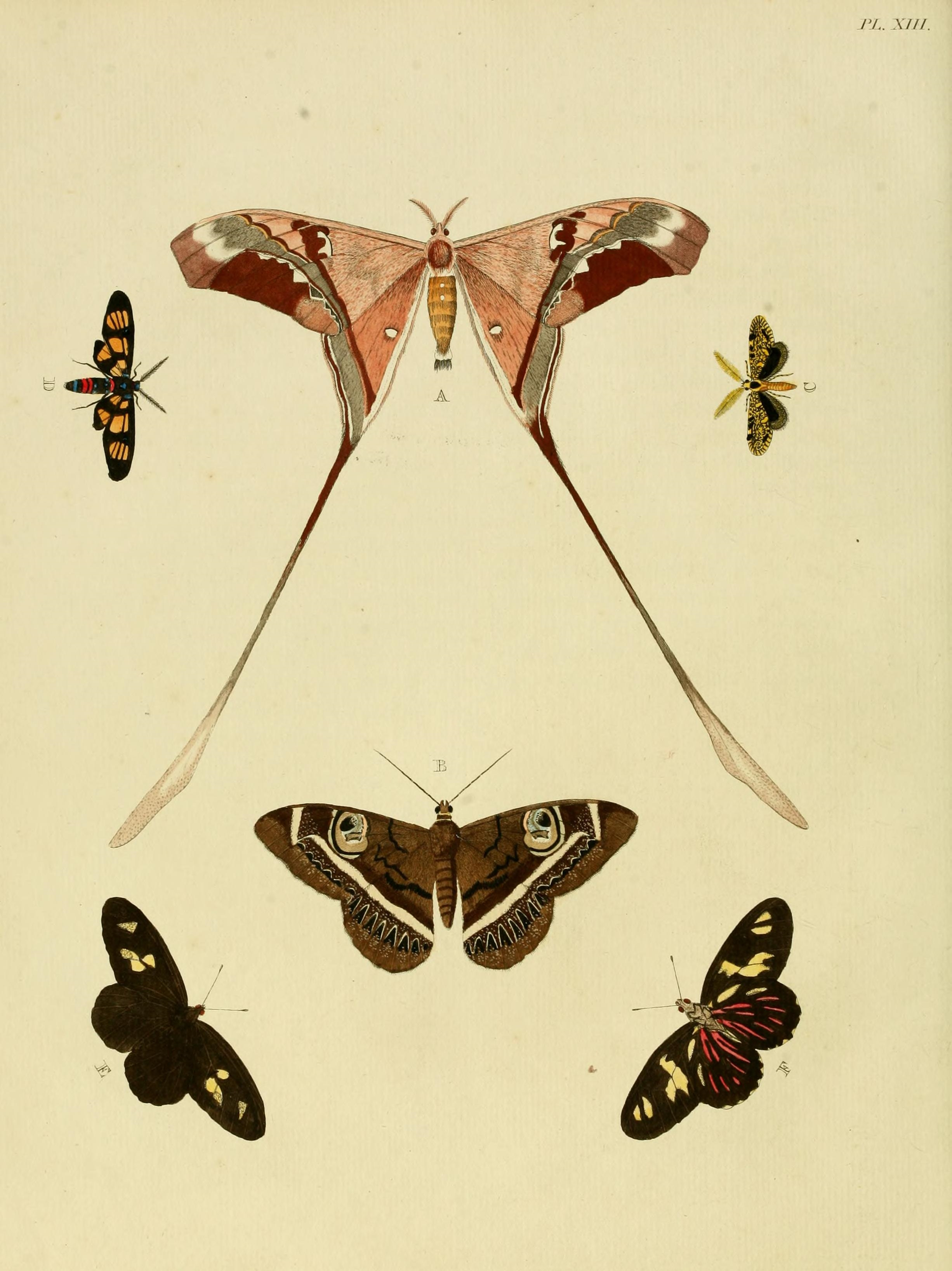